# Cultura di Straubing

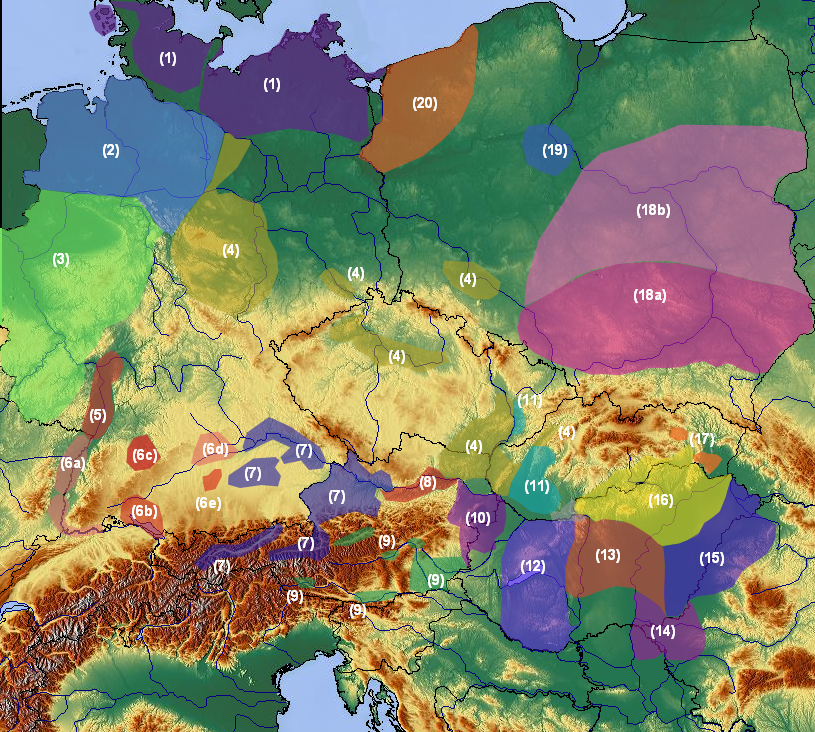
L'Europa centrale fra la fine del III e l'inizio del II millennio a.C.. La cultura di Straubing è evidenziata in blu/viola (7)

La cultura di Straubing (o gruppo di Straubing) era una cultura dell'età del bronzo antico (prima metà del II millennio a.C.) sviluppatasi nella Germania meridionale. Occupava i territori della moderna Baviera e l'Austria. Prende il nome dalla località di Straubing, dove furono rinvenuti manufatti tipici.
Venne riconosciuta come cultura autonoma da Karl Schumacher nel 1917.

## Caratteristiche

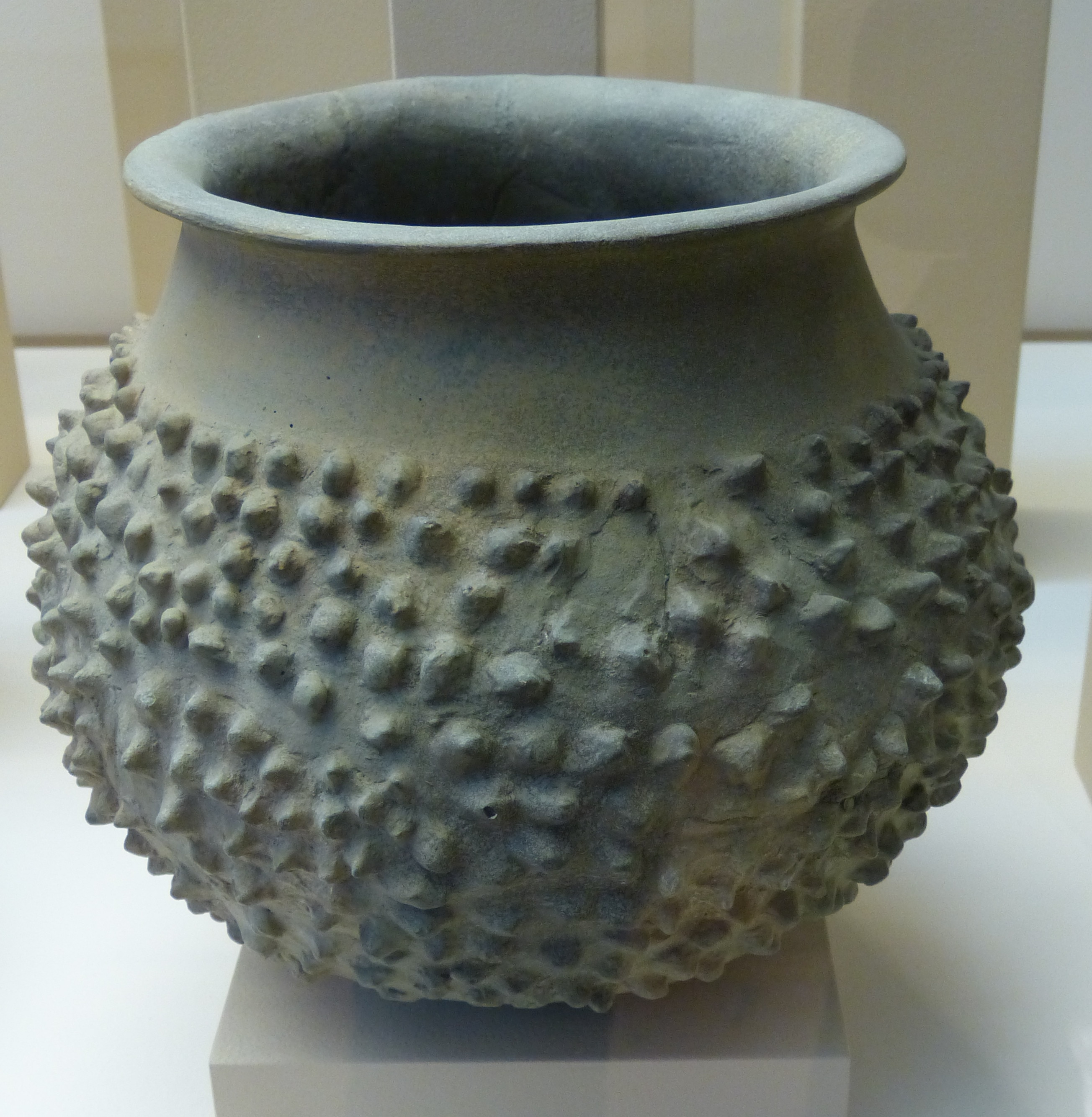
Ceramica

### Economia
L'economia era basata sull'agricoltura e l'allevamento di varie specie di animali. Importante anche il settore della metallurgia. 

### Abitazioni
Le abitazioni erano costruite in legno ed avevano principalmente un orientamento Nord-Sud. Si trattava essenzialmente di "longhouses" ad una o due navate.

### Sepolture
I defunti venivano inumati e accompagnati da un corredo comprendente pugnali in bronzo, bracciali, collari e in alcuni casi oggetti in ambra.

## Archeogenetica
Uno studio sul DNA antico del 2019 ha stabilito che la composizione autosomica media proveniva al ~13% dai cacciatori-raccoglitori occidentali, ~47% primi agricoltori europei, ~38% pastori delle steppe occidentali.